# Формаелла
Формелла (грец. Φορμαέλλα) — твердий сир, вироблений виключно в Arachova, Greece. Він відомий у всій Греції і був зареєстрований в European Union як захищене позначення походження з 1996 року.
Формелла приготована в основному з овечого або козячого молока, має тверду оболонку і має світло-жовтий колір, без отворів. Він має особливо гострий смак і зазвичай споживається на грилі або смажиться. Його хімічний склад: максимальний вміст вологи 38 %, мінімальний вміст жиру 40 %.

## Дивитися також
- Різновиди сирів